# ライヴ・オーヴァー・ヨーロッパ 2007
『ライヴ・オーヴァー・ヨーロッパ 2007』（Live over Europe 2007）は、イギリスのプログレッシブ・ロック・バンド、ジェネシスが2007年に録音・発表したライブ・アルバム。2007年に行われた再結成ツアー「ターン・イット・オン・アゲイン・ワールド・ツアー」のうち、ヨーロッパで録音されたライブ音源を収録している。

## 背景
1996年にバンドを脱退したフィル・コリンズが復帰し、更にサポート・メンバーのダリル・ステューマーとチェスター・トンプソンも伴った編成で、2007年6月11日のヘルシンキ公演よりジェネシスの再結成ツアーが開始された。その後バンドはヨーロッパとアメリカでツアーを続け、とりわけローマのチルコ・マッシモで行われたフリー・コンサートでは50万人を動員。ローマ公演の模様は、2008年に映像作品『ホエン・イン・ローマ...ジェネシス 2007』として発表された。一方、本作は複数の公演のライブ音源を実際のセットリストと同じ曲順で収録しており、CDのトラック・リストには各曲の公演地が明記されている。
収録曲の大部分は、コリンズ、マイク・ラザフォード、トニー・バンクスの3人編成の時代に発表された曲である。ただし「イン・ザ・ケイジ」、「シネマ・ショウ」、「ファース・オブ・フィフス」、「アイ・ノウ・ホワット・アイ・ライク」、「カーペット・クローラーズ」はピーター・ガブリエルとスティーヴ・ハケットも在籍していた時代の曲で、「ファース・オブ・フィフス」はインストゥルメンタルの部分のみ抜粋された。また、「アフターグロウ」、「リプルス」、「ロス・エンドス」はハケットも含む4人編成の時代の曲である。
「カンバセイションズ・ウィズ・2・ストゥールズ」はコリンズとトンプソンのドラムスをフィーチャーしたインストゥルメンタルで、まず2人がドラムスティックでストゥールを叩き、それからドラム・バトルに移行する構成となっている。なお、トニー・バンクスは2008年のインタビューで「彼（コリンズ）からストゥールを演奏するアイディアを最初に聞かされた時、冗談かと思ったよ。ところが、彼は真剣だった」「本当に見事な移行だったよ。問題があるとすれば、それで時間が倍になったことぐらいかな」と語っている。

## 反響
バンドの母国イギリスでは大きな成功に結びつかず、全英アルバムチャートでは最高51位にとどまり、チャート入りも4週で終わった。一方、ドイツのアルバム・チャートではベスト・アルバム『ジェネシス・ベスト・アルバム』（1999年）以来の1位獲得を果たし、41週チャート圏内に入る大ヒットを記録した。

## 収録曲

### ディスク1
1. 「デュークス・イントロ」 - "Duke's Intro" - 3:48
  - マンチェスター公演より。
2. 「ターン・イット・オン・アゲイン」 - "Turn It On Again" - 4:26
  - アムステルダム公演より。
3. 「ノー・サン・オブ・マイン」 - "No Son of Mine" - 6:57
  - アムステルダム公演より。
4. 「混迷の地」 - "Land of Confusion" - 5:11
  - ヘルシンキ公演より。
5. 「イン・ザ・ケイジ（シネマ・ショウ & デュークス・トラベルスの抜粋含む）」 - "In the Cage / The Cinema Show / Duke's Travels" - 13:30
  - マンチェスター公演より。
6. 「アフターグロウ」 - "Afterglow" - 4:27
  - マンチェスター公演より。
7. 「ホールド・オン・マイ・ハート」 - "Hold on My Heart" - 5:58
  - ハノーファー公演より。
8. 「ホーム・バイ・ザ・シー」 - "Home by the Sea" - 11:58
  - デュッセルドルフ公演とローマ公演より。
9. 「フォロー・ユー・フォロー・ミー」 - "Follow You Follow Me" - 4:19
  - パリ公演より。
10. 「ファース・オブ・フィフス（抜粋）」 - "Firth of Fifth" - 4:39
  - マンチェスター公演より。
11. 「アイ・ノウ・ホワット・アイ・ライク」 - "I Know What I Like (In Your Wardrobe)" - 6:45
  - マンチェスター公演より。

### ディスク2
1. 「ママ」 - "Mama" - 6:57
  - フランクフルト公演より。
2. 「リプルス」 - "Ripples..." - 7:57
  - プラハ公演より。
3. 「スローイング・イット・オール・アウェイ」 - "Throwing It All Away" - 6:01
  - パリ公演より。
4. 「ドミノ」 - "Domino" - 11:34
  - ローマ公演より。
5. 「カンバセイションズ・ウィズ・2・ストゥールズ」 - "Conversations With 2 Stools" - 6:48
  - ミュンヘン公演より。
6. 「ロス・エンドス」 - "Los Endos" - 6:24
  - トゥイッケナム公演より。
7. 「トゥナイト、トゥナイト、トゥナイト（抜粋）」 - "Tonight, Tonight, Tonight" - 3:49
  - ローマ公演より。
8. 「インヴィジブル・タッチ」 - "Invisible Touch" - 5:35
  - ローマ公演より。
9. 「アイ・キャント・ダンス」 - "I Can't Dance" - 6:11
  - ミュンヘン公演より。
10. 「カーペット・クローラーズ」 - "The Carpet Crawlers" - 6:00
  - マンチェスター公演より。

## 参加ミュージシャン
- フィル・コリンズ - ボーカル、ドラムス、タンブリン
- マイク・ラザフォード - ギター、ベース、バッキング・ボーカル
- トニー・バンクス - キーボード、バッキング・ボーカル

アディショナル・ミュージシャン
- ダリル・ステューマー - ギター、ベース、バッキング・ボーカル
- チェスター・トンプソン - ドラムス